# Glaciar de Khumbu

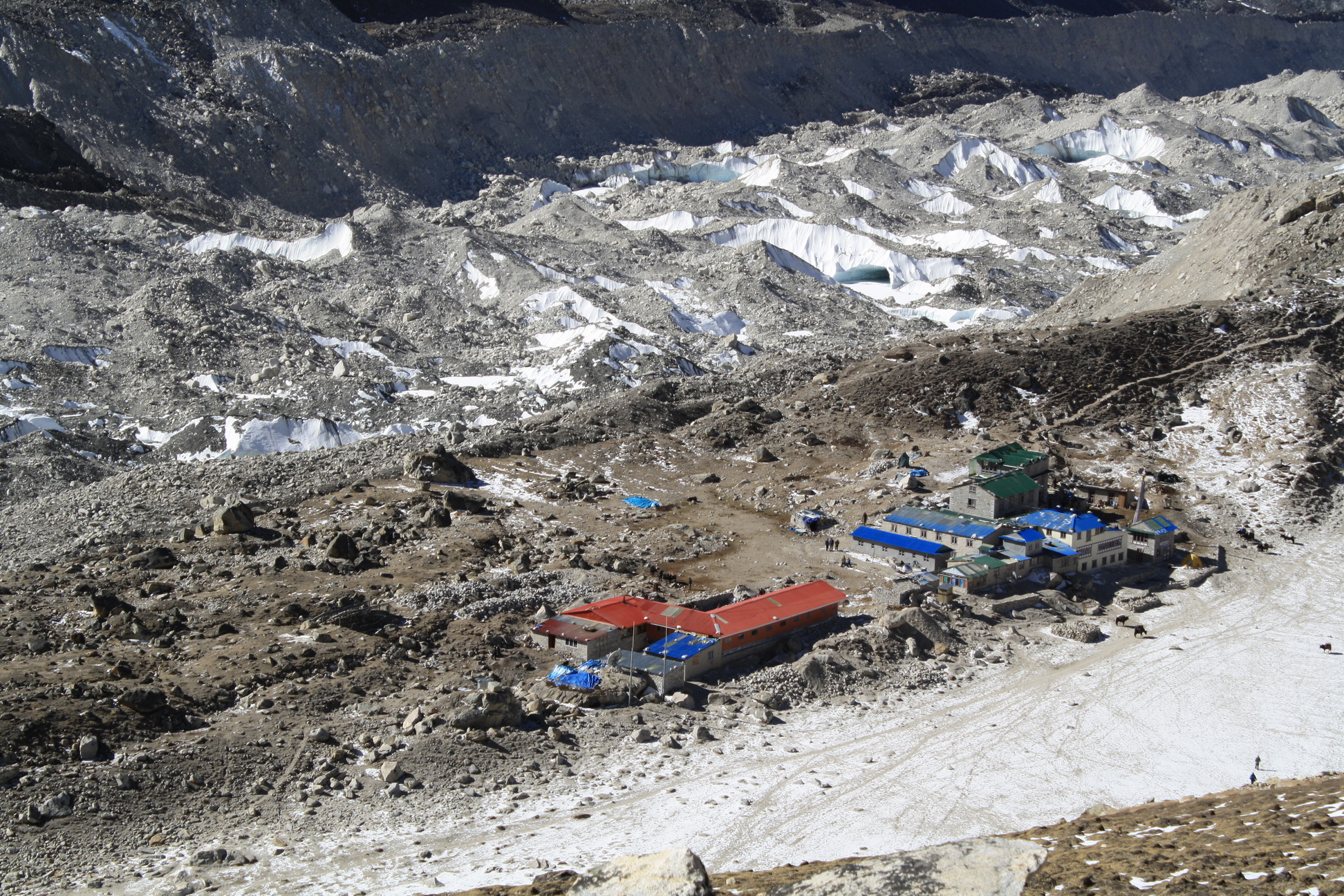
Vista parcial da Geleira do Khumbu e do vilarejo de Gorakshep

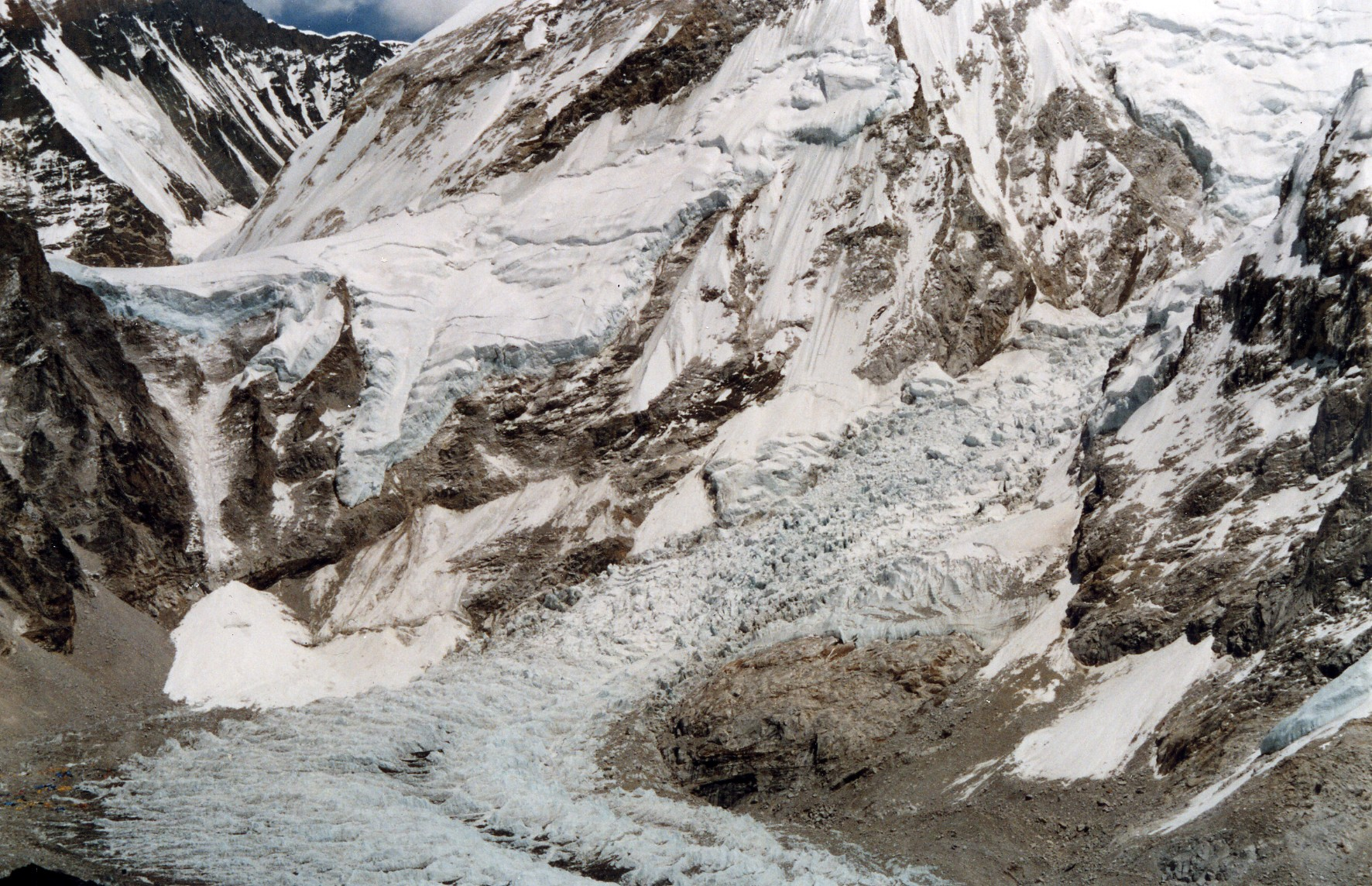
Vista do Glaciar Khumbu

A Geleira do Khumbu, ou Glaciar de Khumbu, está localizada na região de Khumbu, no nordeste do Nepal, na cordilheira do Himalaia entre o Monte Everest e o Lhotse – Nuptse. Ela é a mais alta geleira do mundo, iniciando na altitude de 7600 m e terminando aos 4900 m. É também uma das mais longas no mundo. A geleira de Khumbu segue a parte final da trilha para o Campo Base do Everest que inicia em Lukla e passa por Namche Bazaar, Dingboche e Gorak Shep.
O início da geleira é no Cwm Ocidental (Western Cwm) perto do monte Everest, e na sua parte mais baixa ela passa perto do vilarejo de Gorak Shep.
A geleira tem uma grande cascata de gelo, a Cascata de Gelo do Khumbu, no extremo oeste da parte inferior de Cwm Ocidental. Esta cascata de gelo é o primeiro grande obstáculo e é entre os mais perigosos na padrão rota sul para escalar o cume do monte Everest. Esta foi a rota utilizada por Edmund Hillary e Tenzing Norgay em 1953.
O instituto de pesquisa de montanhas baseado em Kathmandu, ICIMOD , relata que a geleira de Khumbu está recuando a uma média de 20 m por ano. O comprimento do glaciar encolheu de 12 040 m em 1960 para 11 100 m em 2001. Este recuo de 15 a 20 m por ano tem sido constante durante este intervalo.
A altitude do Campo Base do Everest abaixou de 5320 m para 5280 m desde que Edmund Hillary e Tenzing Norgay montaram o seu acampamento no lado direito da geleira há mais de 50 anos. Estes 40 m de perda na sua espessura ocorreram neste período de 55 anos.
O fim do glaciar de Khumbu está localizado nas coordenadas
27° 55' 55" N 86° 48' 18" E.